# Lee Dale Shores, Virginia
Lee Dale Shores là một cộng đồng chưa hợp nhất tại Hạt Northumberland, thuộc tiểu bang Virginia của Hoa Kỳ.